# Oxira banksi
Oxira banksi là một loài bướm đêm trong họ Noctuidae.